# 富尔纳里
富尔纳里（義大利語：Furnari），是意大利西西里大区墨西拿廣域市的一个市镇。总面积13.48平方公里，人口3712人，人口密度275.4人/平方公里（2009年）。ISTAT代码为083028。